# Kristallschleiftechnik
Kristallschleiftechnik ist ein Lehrberuf in Österreich mit einer Ausbildungsdauer von drei Jahren.

## Aufgaben
Kristallschleiftechniker arbeiten in Werkstätten der Glasverarbeitung sowie der glasverarbeitenden Industrie und sind mit der Verarbeitung von Kristallglas, Simili, Edelsteinen und vielen weiteren Kunst- und Werkstoffen vertraut. Aus den Materialien werden in der Regel Haushalts- und Ziergegenstände angefertigt (z. B. Spiegel, Gläser, Schüsseln, Figuren). Handwerkliche Fähigkeiten gepaart mit dem Wissen über moderne Produktions- und Fertigungsverfahren und den Umgang mit halb- und vollautomatischen Schleifanlagen sind Voraussetzungen für die Arbeit als Kristallschleiftechniker.

## Ausbildung
Die Lehrausbildung dauert drei Jahre. Sie erfolgt überwiegend im Ausbildungsbetrieb und begleitend dazu in der Berufsschule, die den theoretischen Hintergrund zur Ausübung des Berufs vermittelt. Darüber hinaus besteht auch die Möglichkeit, eine Meister- und Befähigungsprüfung abzulegen.

## Anforderungen und Tätigkeiten
- Auswahl, Beschaffung und Prüfung von Werkstoffen
- Anfertigung von Werkzeichnungen und technischen Unterlagen
- Bearbeitung von Kristallglas, Edelsteinen, Metallen und Kunststoffen
- Schleifarbeiten, Anwendung von spezifischen Schleiftechniken
- Bedienung von Maschinen und Produktionsanlagen
- Qualitätskontrolle und Qualitätssicherung
- Prüfung der Produktionsanlagen auf Fehler, Mängel und Störungen
- Wartung und Instandhaltung von Werkzeugen, Maschinen und Anlagen
- Dokumentation und Erfassung von Arbeitsablauf und Arbeitsergebnissen
- Führen von Protokollen, Betriebsbüchern, technische Unterlagen